# Fumiaki Aoshima
Fumiaki Aoshima (født 12. juli 1968) er en tidligere japansk fodboldspiller.
Han har spillet for flere forskellige klubber i sin karriere, herunder Yamaha Motors og Shimizu S-Pulse.